# Jaka Jazbec
Jaka Jazbec es un deportista italiano que compitió en piragüismo en las modalidades de aguas tranquilas y aguas bravas.

## Palmarés internacional

### Piragüismo en aguas tranquilas
Ganó una medalla de bronce en el Campeonato Mundial de Piragüismo de 2005.
| Campeonato Mundial | Campeonato Mundial | Campeonato Mundial | Campeonato Mundial |
| Año                | Lugar              | Medalla            | Evento             |
| ------------------ | ------------------ | ------------------ | ------------------ |
| 2005               | Zagreb (Croacia)   | Medalla de bronce  | K4 500 m           |

### Piragüismo en aguas bravas
En la modalidad de aguas bravas, obtuvo tres medallas en el Campeonato Mundial de Piragüismo en Aguas Bravas entre los años 2008 y 2012, y una medalla en el Campeonato Europeo de Piragüismo en Aguas Bravas de 2011.
| Campeonato Mundial | Campeonato Mundial        | Campeonato Mundial | Campeonato Mundial    |
| Año                | Lugar                     | Medalla            | Evento                |
| ------------------ | ------------------------- | ------------------ | --------------------- |
| 2008               | Valsesia (Italia)         | Medalla de bronce  | K1 sprint por equipos |
| 2010               | Sort (España)             | Medalla de plata   | K1 sprint por equipos |
| 2012               | Mâcot-la-Plagne (Francia) | Medalla de bronce  | K1 sprint por equipos |
| Campeonato Europeo |                           |                    |                       |
| Año                | Lugar                     | Medalla            | Evento                |
| 2011               | Kraljevo (Serbia)         | Medalla de oro     | K1 sprint individual  |